# Salem (Virgínia Ocidental)
Salem é uma cidade localizada no estado norte-americano de Virgínia Ocidental, no Condado de Harrison.

## Demografia
Segundo o censo norte-americano de 2000, a sua população era de 2006 habitantes.
Em 2006, foi estimada uma população de 2051, um aumento de 45 (2.2%).

## Geografia
De acordo com o United States Census Bureau tem uma área de 3,6 km², dos quais 3,6 km² cobertos por terra e 0,0 km² cobertos por água. Salem localiza-se a aproximadamente 309 m acima do nível do mar.

## Localidades na vizinhança
O diagrama seguinte representa as localidades num raio de 24 km ao redor de Salem.